# Tesil

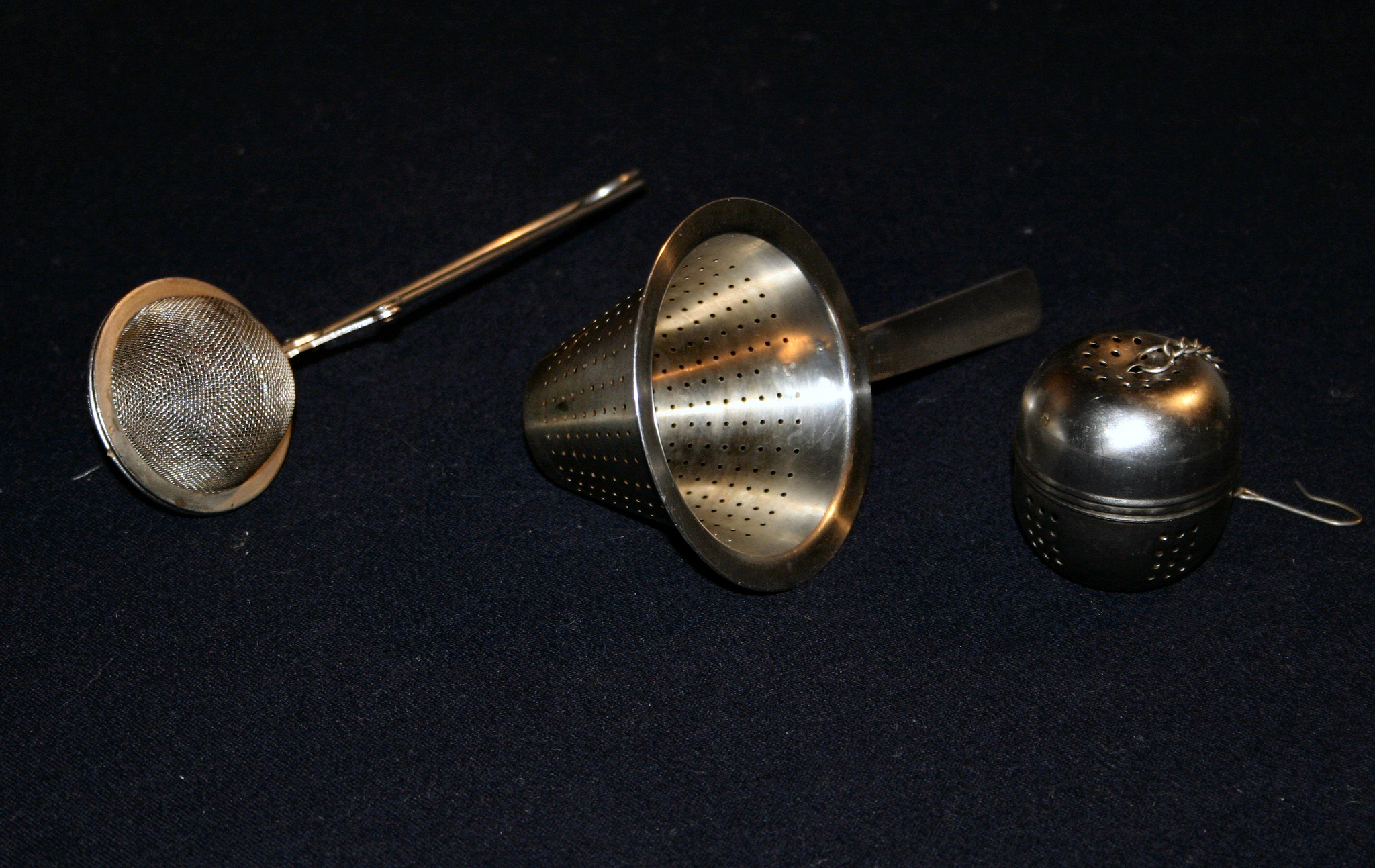
Olika typer av tesilar.

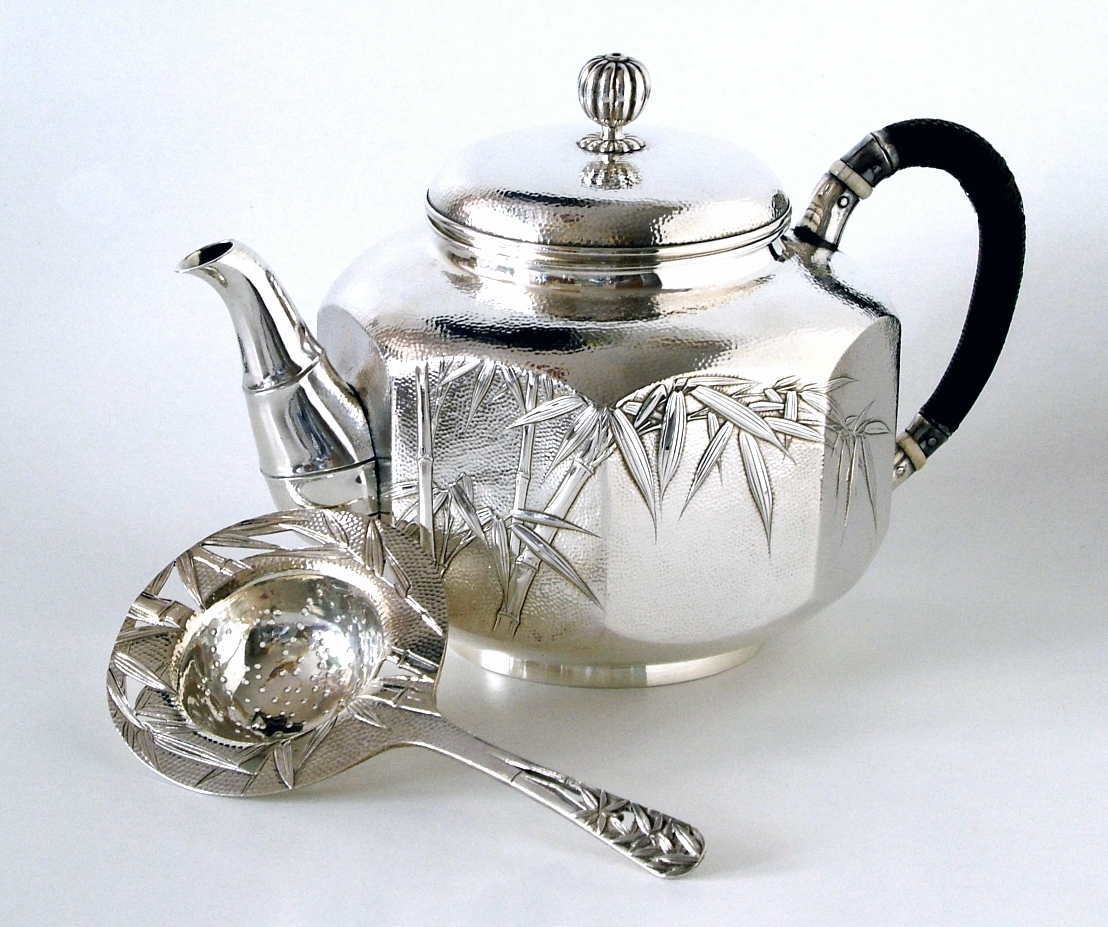
Japanskt konsthantverk med design av den svensk‑schweiziska konstnären Sigrid Sallander Leicher: handsmidd tekanna och tesil i silver.

Tesil, en sil för att bereda te från teblad eller för att filtrera bort tebladen från teet i tekannan. 

## Användning
En typ av tesil används på så sätt att tebladen läggs i silen, vilken är placerad över en tekopp, en mugg eller dylikt varefter det heta vattnet slås över tebladen. En annan, lite större typ placeras istället över själva tekannan. Sådana tesilar är oftast gjorda i rostfritt stål. Ytterligare en typ används, då teet bryggs på det sättet att tebladen istället läggs direkt ner i det heta vattnet i kannan. Den typen av tesil hålls över koppen för att sila bort de teblad som eventuellt följer med teet, då detta hälles i koppen. Sådana tesilar kan vara av ganska exklusivt slag, så som bilden på den handsmidda, japanska tekannan med tillhörande tesil i rent silver visar. Andra vanligt förekommande material är textil och bambu.

## Modeller
Det finns många olika modeller av tesilar. De äldre modellerna av tesilar är ofta gjorda av genomborrad metall men det kommer hela tiden ut nya på marknaden, bl.a. ingenuiTEA.